# Peloid

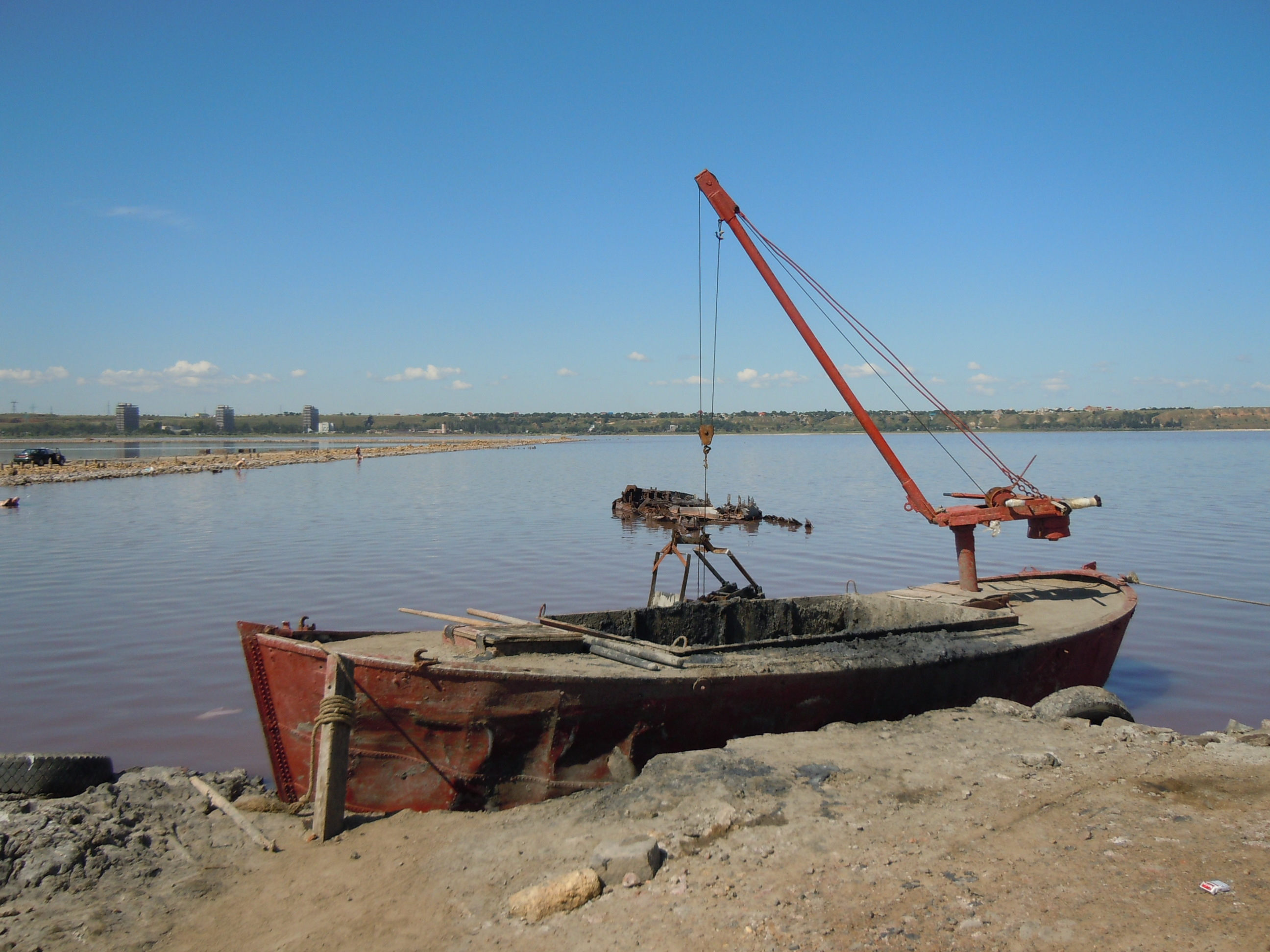
Wydobycie borowiny u ujścia rzeki Kuyalnik, Ukraina

Peloidy (gr. pelos – „błoto”) – utwory geologiczne, które po rozdrobnieniu i zmieszaniu z wodą są wykorzystywane do celów leczniczych w formie kąpieli lub okładów.
Peloidy są dzielone na naturalne i sztuczne. Peloidami naturalnymi nazywane są te, które używane są w stanie spotykanym w naturze, lub są poddawane przygotowaniu, które nie powoduje istotnych zmian fizyko-chemicznych. Peloidami sztucznymi są te, których przyrządzenie powoduje istotne zmiany chemiczne lub fizyczne w stosunku do stanu naturalnego. Do peloidów naturalnych zaliczane są: borowiny, sapropel (szlamy wodne), fango (muły wulkaniczne), oraz glinki, lessy i kredy (złożone z SiO2, CaCO3 i Al2O3).
Klasyfikacja peloidów
1. Peloidy torfowe - borowiny
- torfy wysokie
- torfy przejściowe
- torfy niskie
- muły borowinowe

2. Osady wód słabo zmineralizowanych (muły jeziorne)
- sapropele
- gytie

3. Osady wód zmineralizowanych
- osady morskie
- osady jezior słonych

4. Osady źródlane:
- osady źródeł wód słabo zmineralizowanych
- osady źródeł wód zmineralizowanych
- osady źródeł termalnych siarkowych

5. Inne peloidy nieorganiczne
- iły, gliny, lessy, fango